# California Gurls
California Gurls är en electropoplåt av amerikanska singer-songwritern Katy Perry. Den agerar ledsingel från hennes tredje studioalbum, Teenage Dream. Låten är ett samarbete med rapparen Snoop Dogg och producerades av Dr. Luke, Max Martin och Benny Blanco. Låten nådde nummer ett på Billboard Hot 100 och låg kvar där i sex veckor, vilket blev hennes andra amerikanska singel-listetta och Snoop Doggs tredje. Låten nådde nummer ett i över tio länder, däribland USA, Storbritannien, Kanada, Australien, Irland och Nya Zeeland.
Låttitelns stavning av "gurls" är en hyllning till gruppen Big Star och deras låt "September Gurls".